# Aire urbaine d'Elbeuf
L'aire urbaine d'Elbeuf est une ancienne aire urbaine française centrée sur l'agglomération d'Elbeuf. 90e aire urbaine de France métropolitaine en 1999, elle a disparu avec l'unité urbaine d'Elbeuf lors du redécoupage de 2010, entièrement absorbée par l'aire urbaine de Rouen.

## Caractéristiques et composition en 1999
D'après la définition qu'en donne l'INSEE, l'aire urbaine d'Elbeuf est composée de 38 communes, situées dans l'Eure et la Seine-Maritime
. Ses 86 162 habitants font d'elle la 90e aire urbaine de France.
22 communes de l'aire urbaine sont des pôles urbains.
Le tableau suivant détaille la répartition de l'aire urbaine sur les départements (les pourcentages s'entendent en proportion du département) :
| Département    | Communes | Communes (%) | Superficie (km²) | Superficie (%) | Population (1999) | Population (%) |
| -------------- | -------- | ------------ | ---------------- | -------------- | ----------------- | -------------- |
| Eure           | 28       | 4,1          | 164,87           | 2,7            | 29 951            | 5,5            |
| Seine-Maritime | 10       | 1,3          | 95,60            | 1,5            | 56 211            | 4,5            |

## Communes
Voici la liste des communes de l'aire urbaine d'Elbeuf.
| Code INSEE | Commune                       | Type                  | Département    | Superficie (km²) | Population (1999) | Densité (hab./km²) |
| ---------- | ----------------------------- | --------------------- | -------------- | ---------------- | ----------------- | ------------------ |
| 27008      | Alizay                        | Pôle urbain           | Eure           | +0008,62         | +0 0001 262,      | +00146,4           |
| 27053      | Le Bec-Thomas                 | Commune monopolarisée | Eure           | +0001,4          | +00 000221,       | +00157,86          |
| 27090      | Le Bosc-Roger-en-Roumois      | Pôle urbain           | Eure           | +0009,9          | +0 0003 003,      | +00303,33          |
| 27093      | Bosnormand                    | Pôle urbain           | Eure           | +0003,34         | +00 000276,       | +00082,63          |
| 27105      | Bourgtheroulde-Infreville     | Pôle urbain           | Eure           | +0011,62         | +0 0002 812,      | +00242,            |
| 27188      | Criquebeuf-sur-Seine          | Pôle urbain           | Eure           | +0014,74         | +0 0001 036,      | +00070,28          |
| 27196      | Les Damps                     | Pôle urbain           | Eure           | +0004,74         | +00 000952,       | +00200,84          |
| 27261      | Fouqueville                   | Commune monopolarisée | Eure           | +0008,18         | +00 000424,       | +00051,83          |
| 27313      | La Harengère                  | Commune monopolarisée | Eure           | +0003,59         | +00 000418,       | +00116,43          |
| 27348      | Igoville                      | Pôle urbain           | Eure           | +0005,61         | +0 0001 474,      | +00262,75          |
| 27382      | Mandeville                    | Commune monopolarisée | Eure           | +0003,05         | +00 000235,       | +00077,05          |
| 27386      | Le Manoir                     | Pôle urbain           | Eure           | +0002,39         | +0 0001 000,      | +00418,41          |
| 27394      | Martot                        | Pôle urbain           | Eure           | +0008,48         | +00 000435,       | +00051,3           |
| 27458      | Pîtres                        | Pôle urbain           | Eure           | +0010,97         | +0 0002 290,      | +00208,75          |
| 27469      | Pont-de-l'Arche               | Pôle urbain           | Eure           | +0009,35         | +0 0003 499,      | +00374,22          |
| 27506      | Saint-Amand-des-Hautes-Terres | Commune monopolarisée | Eure           | +0002,98         | +00 000308,       | +00103,36          |
| 27529      | Saint-Cyr-la-Campagne         | Commune monopolarisée | Eure           | +0002,91         | +00 000370,       | +00127,15          |
| 27534      | Saint-Didier-des-Bois         | Commune monopolarisée | Eure           | +0005,58         | +00 000787,       | +00141,04          |
| 27545      | Saint-Germain-de-Pasquier     | Commune monopolarisée | Eure           | +0001,99         | +00 000139,       | +00069,85          |
| 27579      | Saint-Ouen-de-Pontcheuil      | Commune monopolarisée | Eure           | +0001,17         | +00 000100,       | +00085,47          |
| 27582      | Saint-Ouen-du-Tilleul         | Pôle urbain           | Eure           | +0003,99         | +0 0001 413,      | +00354,14          |
| 27593      | Saint-Pierre-des-Fleurs       | Commune monopolarisée | Eure           | +0002,79         | +0 0001 249,      | +00447,67          |
| 27595      | Saint-Pierre-du-Bosguérard    | Commune monopolarisée | Eure           | +0010,1          | +00 000844,       | +00083,56          |
| 27616      | La Saussaye                   | Commune monopolarisée | Eure           | +0003,53         | +0 0001 954,      | +00553,54          |
| 27636      | Le Thuit-Anger                | Commune monopolarisée | Eure           | +0003,03         | +00 000584,       | +00192,74          |
| 27638      | Le Thuit-Signol               | Commune monopolarisée | Eure           | +0009,81         | +0 0001 766,      | +00180,02          |
| 27639      | Le Thuit-Simer                | Commune monopolarisée | Eure           | +0002,74         | +00 000347,       | +00126,64          |
| 27654      | Tourville-la-Campagne         | Commune monopolarisée | Eure           | +0008,27         | +00 000753,       | +00091,05          |
| 76165      | Caudebec-lès-Elbeuf           | Pôle urbain           | Seine-Maritime | +0003,68         | +0 0009 904,      | +02 691,3          |
| 76178      | Cléon                         | Pôle urbain           | Seine-Maritime | +0006,47         | +0 0006 042,      | +00933,85          |
| 76231      | Elbeuf                        | Pôle urbain           | Seine-Maritime | +0016,32         | +00016 666,       | +01 021,2          |
| 76282      | Freneuse                      | Pôle urbain           | Seine-Maritime | +0003,18         | +00 000951,       | +00299,06          |
| 76391      | La Londe                      | Pôle urbain           | Seine-Maritime | +0030,98         | +0 0002 007,      | +00064,78          |
| 76486      | Orival                        | Pôle urbain           | Seine-Maritime | +0009,55         | +0 0001 071,      | +00112,15          |
| 76561      | Saint-Aubin-lès-Elbeuf        | Pôle urbain           | Seine-Maritime | +0005,79         | +0 0008 296,      | +01 432,82         |
| 76640      | Saint-Pierre-lès-Elbeuf       | Pôle urbain           | Seine-Maritime | +0006,36         | +0 0008 417,      | +01 323,43         |
| 76682      | Sotteville-sous-le-Val        | Pôle urbain           | Seine-Maritime | +0005,27         | +00 000577,       | +00109,49          |
| 76705      | Tourville-la-Rivière          | Pôle urbain           | Seine-Maritime | +0008,           | +0 0002 280,      | +00285,            |
|            | Total                         |                       |                | +0260,47         | +00086 162,       | +00330,79          |